# 1006-й аэродромный полк ПВО
1006-й аэродромный полк ПВО — воинское подразделение вооружённых сил СССР в Великой Отечественной войне.

## История
Полк формировался в январе 1944 года на Карельском фронте
В составе действующей армии с 14.01.1944 по 14.11.1944. и с 09.08.1945 по 03.09.1945
С момента поступления в действующую армию находился в Заполярье, прикрывая аэродромы советских ВВС на мурманском направлении Карельского фронта. По окончании боевых действий в Заполярье продолжал нести службу на аэродромах Мурманска.
В августе 1945 года переброшен в Забайкалье, где осуществлял прикрытие аэродромов 12-й воздушной армии.

## Полное наименование
- 1006-й аэродромный полк ПВО

## Подчинение
| Дата            | Фронт (округ)                      | Армия                | Корпус | Дивизия | Бригада | Примечания |
| --------------- | ---------------------------------- | -------------------- | ------ | ------- | ------- | ---------- |
| 01.02.1944 года | Карельский фронт                   | -                    | -      | -       | -       | -          |
| 01.03.1944 года | Карельский фронт                   | -                    | -      | -       | -       | -          |
| 01.04.1944 года | Карельский фронт                   | -                    | -      | -       | -       | -          |
| 01.05.1944 года | Карельский фронт                   | -                    | -      | -       | -       | -          |
| 01.06.1944 года | Карельский фронт                   | -                    | -      | -       | -       | -          |
| 01.07.1944 года | Карельский фронт                   | -                    | -      | -       | -       | -          |
| 01.08.1944 года | Карельский фронт                   | -                    | -      | -       | -       | -          |
| 01.09.1944 года | Карельский фронт                   | -                    | -      | -       | -       | -          |
| 01.10.1944 года | Карельский фронт                   | -                    | -      | -       | -       | -          |
| 01.11.1944 года | Карельский фронт                   | -                    | -      | -       | -       | -          |
| 01.12.1944 года | -                                  | 14-я армия           | -      | -       | -       | -          |
| 01.01.1945 года | Резерв Ставки ВГК                  | 7-я воздушная армия  | -      | -       | -       | -          |
| 01.02.1945 года | Беломорский военный округ          | -                    | -      | -       | -       | -          |
| 01.03.1945 года | Беломорский военный округ          | -                    | -      | -       | -       | -          |
| 01.04.1945 года | Белорусско-Литовский военный округ | -                    | -      | -       | -       | -          |
| 01.05.1945 года | Белорусско-Литовский военный округ | -                    | -      | -       | -       | -          |
| 01.06.1945 года | данных нет                         | -                    | -      | -       | -       | -          |
| 01.07.1945 года | данных нет                         | -                    | -      | -       | -       | -          |
| 01.08.1945 года | данных нет                         | -                    | -      | -       | -       | -          |
| 09.08.1945 года | данных нет                         | -                    | -      | -       | -       | -          |
| 03.09.1945 года | Забайкальский фронт                | 12-я воздушная армия | -      | -       | -       | -          |